# Zázrak na ledě

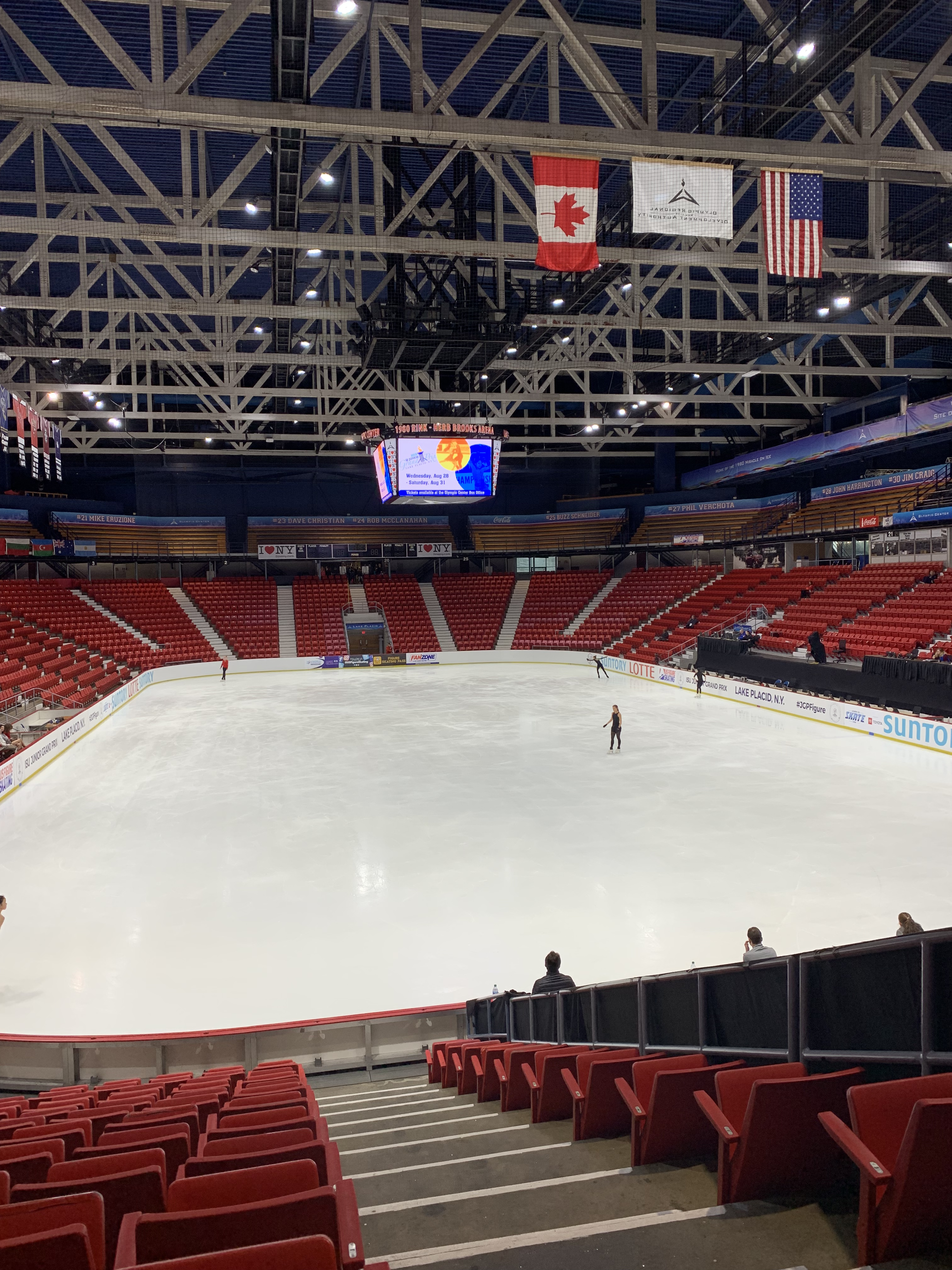
Herb Brooks Arena (2019)

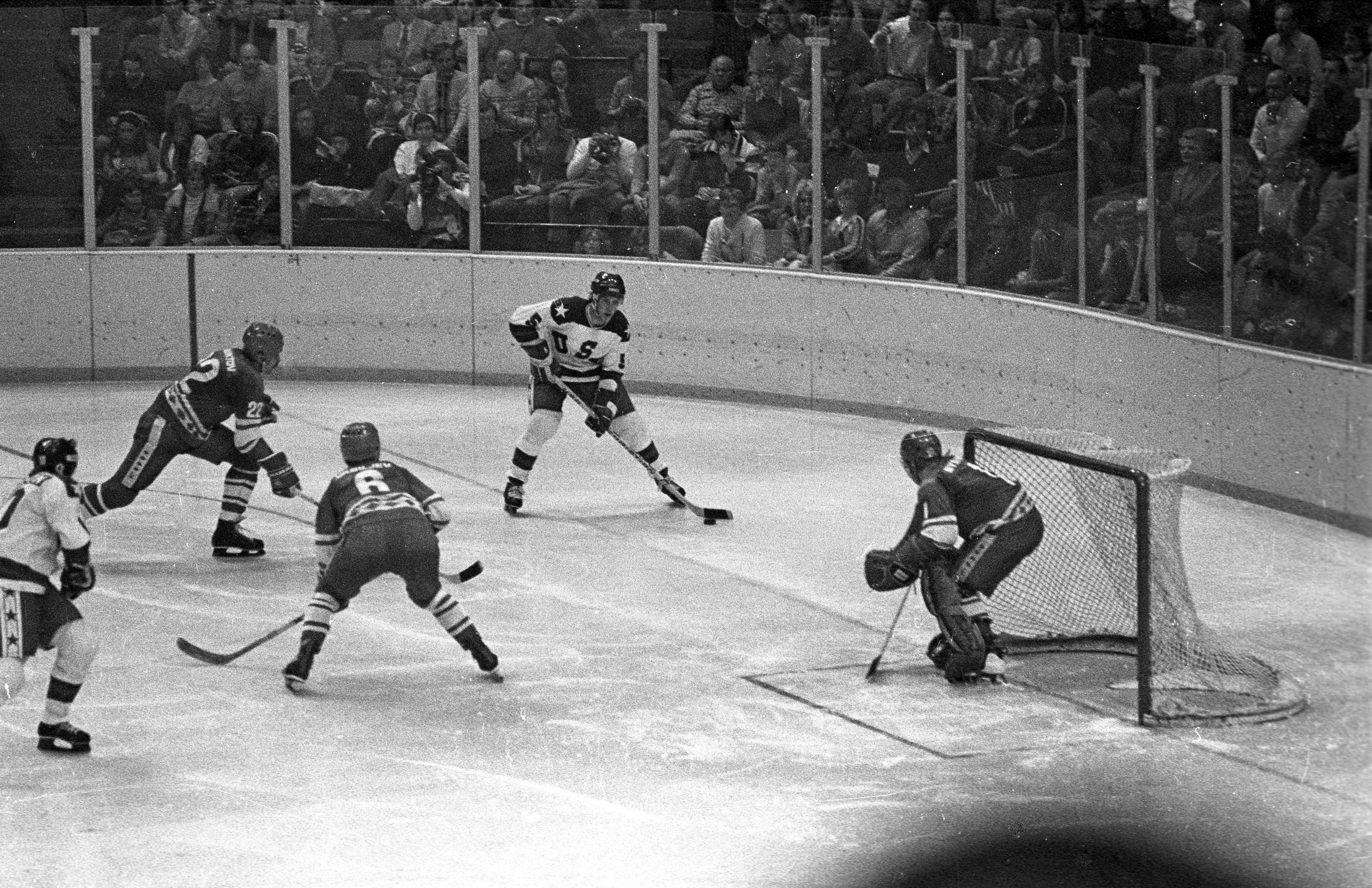
Záběr ze zápasu

Zázrak na ledě (anglicky Miracle on Ice) je termín dodnes používaný pro utkání, které se odehrálo dne 22. února 1980 v rámci Zimních olympijských her v Lake Placid a v němž se utkaly hokejové reprezentace USA a Sovětského svazu.

## Stadion
Dnešní kapacita je 7700 (vše k sezení, tehdy 8 500) a v roce 2005 byl stadion přejmenován na Herb Brooks arena – na památku trenéra vítězného mužstva v legendárním utkání.

## Počátek
V době konání ZOH 1980 se americká a sovětská hokejová reprezentace nacházely ve zcela rozdílných stavech. Trenérem USA byl jmenován v té době nepříliš známý Herb Brooks, trenér zcela bez zkušeností s NHL. Naproti tomu na trenérskou lavičku Sovětského svazu se postavil Viktor Tichonov, jeden z nejzkušenějších a nejrespektovanějších trenérů.
Také kvalita hráčů měla stát na straně Sovětského svazu. Zatímco Američané nasadili hráče z univerzitních lig (ačkoliv 6 z nich si zahrálo už na MS 1979), na soupisce Sovětského svazu se to hemžilo jmény pozdějších hokejových legend – Vladislav Treťjak, Vjačeslav Fetisov, Alexej Kasatonov, Sergej Makarov, Vladimir Krutov či Valerij Charlamov. Navíc Sověti vyhráli předchozí čtyři olympijské turnaje a od roku 1960 prohráli na olympiádě jediný zápas (v roce 1968 s Československem).

## Americký tým
| Číslo. | Post         | Jméno           | Věk | Výška | Váha | Univerzita       | Předchozí mezinárodní turnaje                                                   |
| ------ | ------------ | --------------- | --- | ----- | ---- | ---------------- | ------------------------------------------------------------------------------- |
| 30     | Brankář      | Jim Craig       | 21  | 185   | 86   | Boston U.        | MS 1979 (7. místo)                                                              |
| 1      | Brankář      | Steve Janaszak  | 22  | 185   | 95   | Minnesota        | žádné                                                                           |
| 6      | Obránce      | Bill Baker      | 22  | 185   | 87   | Minnesota        | MS 1979 (7. místo)                                                              |
| 3      | Obránce      | Ken Morrow      | 22  | 196   | 93   | Bowling Green    | MS 1978 (6. místo)                                                              |
| 5      | Obránce      | Mike Ramsey     | 19  | 191   | 96   | Minnesota        | MSJ 1979 (6. místo)                                                             |
| 17     | Obránce      | Jack O'Callahan | 22  | 185   | 85   | Boston U.        | MS 1979 (7. místo)                                                              |
| 20     | Obránce      | Bob Suter       | 22  | 175   | 81   | Wisconsin        | žádné                                                                           |
| 9      | Centr        | Neal Broten     | 20  | 175   | 77   | Minnesota        | MSJ 1979 (6. místo)                                                             |
| 23     | Pravé křídlo | Dave Christian  | 20  | 180   | 80   | North Dakota     | MSJ 1979 (6. místo)                                                             |
| 11     | Centr        | Steve Christoff | 21  | 185   | 82   | Minnesota        | MS 1979 (7. místo)                                                              |
| 21     | Levé křídlo  | Mike Eruzione   | 25  | 178   | 82   | Boston U.        | MS 1975 (6. místo) a 1976 (4. místo)                                            |
| 28     | Pravé křídlo | John Harrington | 22  | 178   | 81   | Minnesota-Duluth | žádné                                                                           |
| 10     | Centr        | Mark Johnson    | 22  | 175   | 73   | Wisconsin        | MS 1978 (6. místo) a 1979 (7. místo)                                            |
| 24     | Levé křídlo  | Rob McClanahan  | 22  | 178   | 82   | Minnesota        | MS 1979 (7. místo)                                                              |
| 16     | Centr        | Mark Pavelich   | 21  | 170   | 76   | Minnesota-Duluth | žádné                                                                           |
| 25     | Levé křídlo  | Buzz Schneider  | 25  | 180   | 82   | Minnesota        | MS "B" 1974 (postup), MS 1975 (6. místo) a 1976 (4. místo), OH 1976 (5. místo), |
| 8      | Pravé křídlo | David Silk      | 21  | 180   | 86   | Boston U.        | žádné                                                                           |
| 19     | Pravé křídlo | Eric Strobel    | 21  | 178   | 79   | Minnesota        | MS 1979 (7. místo)                                                              |
| 27     | Levé křídlo  | Phil Verchota   | 22  | 188   | 88   | Minnesota        | MS 1979 (7. místo)                                                              |
| 15     | Centr        | Mark Wells      | 21  | 175   | 79   | Bowling Green    | žádné                                                                           |

Kapitán: Mike Eruzione (zástupci kapitána Bill Baker a Jack O'Callahan)

Trenér: Herb Brooks

Asistent trenéra:Craig Patrick

Trenér brankářů:Warren Strelow
Průměrný věk: 21,65 Výška: 181 Váha:83,5
Hráči se od začátku sezony připravovali pohromadě na turnaj, oddělili se od svých univerzit (popřípadě klubů). Žádný hokejista z výběru nikdy nenastoupil v NHL. Nejzkušenějším hráčem výběru byl kapitán Eruzione, který odehrál v letech 1977–79 150 utkání v IHL a šest v AHL – tedy hlavních farmářských ligách pod NHL. V těchto soutěžích hrál i Buzz Schneider (123 utkání IHL a 7 utkání AHL) – ten dokonce odehrál čtyři utkání i ve World Hockey Association (liga snažící se v letech 1972–79 konkurovat NHL) a jako jediný hrál už na předchozím olympijském turnaji.

## Sovětský tým
| Číslo. | Post         | Jméno                  | Věk | Výška | Váha | Klub                 | Předchozí olympijské medaile | Zlata z MS (před) |
| ------ | ------------ | ---------------------- | --- | ----- | ---- | -------------------- | ---------------------------- | ----------------- |
| 20     | Brankář      | Vladislav Treťjak      | 27  | 183   | 91   | HC CSKA Moskva       | zlato 1972 a 1976            | 7                 |
| 1      | Brankář      | Vladimir Myškin        | 24  | 180   | 70   | HC Dynamo Moskva     | žádné                        | 1                 |
| 14     | Obránce      | Zinetula Biljaletdinov | 24  | 181   | 86   | HC Dynamo Moskva     | žádné                        | 2                 |
| 2      | Obránce      | Vjačeslav Fetisov      | 21  | 183   | 99   | HC CSKA Moskva       | žádné                        | 1                 |
| 7      | Obránce      | Alexej Kasatonov       | 20  | 185   | 89   | HC CSKA Moskva       | žádné                        | 0                 |
| 5      | Obránce      | Vasilij Pěrvuchin      | 24  | 181   | 92   | HC Dynamo Moskva     | žádné                        | 2                 |
| 12     | Obránce      | Sergej Starikov        | 21  | 178   | 102  | HC CSKA Moskva       | žádné                        | 1                 |
| 6      | Obránce      | Valerij Vasiljev       | 30  | 181   | 84   | HC Dynamo Moskva     | zlato 1972 a 1976            | 6                 |
| 19     | Pravé křídlo | Helmuts Balderis       | 27  | 181   | 86   | HC CSKA Moskva       | žádné                        | 2                 |
| 23     | Pravé křídlo | Alexandr Golikov       | 27  | 180   | 79   | HC Dynamo Moskva     | žádné                        | 2                 |
| 25     | Centr        | Vladimir Golikov       | 25  | 183   | 84   | HC Dynamo Moskva     | žádné                        | 2                 |
| 17     | Levé křídlo  | Valerij Charlamov      | 32  | 173   | 73   | HC CSKA Moskva       | zlato 1972 a 1976            | 8                 |
| 9      | Levé křídlo  | Vladimir Krutov        | 19  | 176   | 88   | HC CSKA Moskva       | žádné                        | 0                 |
| 11     | Pravé křídlo | Jurij Lebeděv          | 28  | 178   | 78   | Křídla Sovětů Moskva | žádné                        | 5                 |
| 24     | Pravé křídlo | Sergej Makarov         | 21  | 183   | 83   | HC CSKA Moskva       | žádné                        | 2                 |
| 10     | Centr        | Alexandr Malcev        | 30  | 176   | 77   | HC Dynamo Moskva     | zlato 1972 a 1976            | 7                 |
| 13     | Pravé křídlo | Boris Michajlov        | 35  | 176   | 74   | HC CSKA Moskva       | zlato 1972 a 1976            | 8                 |
| 16     | Centr        | Vladimir Petrov        | 32  | 183   | 89   | HC CSKA Moskva       | zlato 1972 a 1976            | 8                 |
| 26     | Levé křídlo  | Alexandr Skvorcov      | 25  | 171   | 86   | Torpedo Gorkij       | žádné                        | 1                 |
| 22     | Centr        | Viktor Žluktov         | 26  | 188   | 95   | HC CSKA Moskva       | zlato 1976                   | 2                 |

Kapitán: Boris Michajlov (zástupce kapitána Valerij Vasiljev)

Trenér: Viktor Tichonov

Asistent trenéra:Vladimir Jurzinov

Průměrný věk: 25,67 Výška: 180 Váha:85,5
Základ sovětského týmu tvořili hráči armádního celku CSKA Moskva (11 hráčů), které doplnila sedmička hokejistů z moskevského Dynama. Pouze dva členové týmu nehráli za tyto kluby. Celé mužstvo vlastnilo již alespoň jednu zlatou medaili z mistrovství světa, jedinou výjimkou byli mladíci Krutov a Kasatonov. Pro ty byly hry prvním velkým turnajem, oba ale již společně získali dvakrát titul mistrů světa do 20 let (1978 a 1979). Vzhledem k totalitní moci ve státě hokejisté nemohli odejít z domácí ligy.

## Vzájemné utkání před hrami
Oba týmy si odbyly poslední přípravný duel před hrami 9. února v Madison Square Garden v New Yorku před 18 000 diváky. Sověti dle předpokladů zvítězili 10:3 a navíc se domácím zranil obránce Jack O'Callahan, kterého ale i přes pochroumaný kotník Brooks nominoval na turnaj.

## Průběh turnaje před utkáním

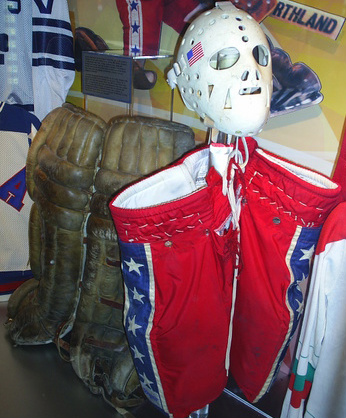
Výstroj, kterou během turnaje používal brankář Jim Craig, který odchytal celý turnaj

Americká reprezentace v základní skupině klopýtla hned v prvním zápase se Švédskem, když vyrovnání na 2:2 zařídil Bill Baker až 27 sekund před koncem. Následující utkání už ale vyhráli – nejprve zdolali Československo (7:3), poté Norsko (5:1) a Rumunsko (7:2). V posledním zápase s Německem (4:2), museli otáčet dvoubrankovou ztrátu, nakonec i díky dvěma brankám McClanahana vývoj zápasu otočili. Ze základní skupiny postoupili vinou horšího skóre ze 2. místa za Švédskem.
Naopak Sověti postoupili ze základní skupiny po suverénním výkonu. V prvním utkání smetli Japonsko (16:0), následovalo 17 branek v síti Nizozemska (17:4) a 8 střel skončilo i v bráně Polska (8:1). V zápase s Finskem (4:2) museli dvakrát dotahovat náskok soupeře, nakonec však zásluhou gólů Malceva a Michajlova během 11 sekund zápas otočili. Také v posledním zápase s Kanadou (6:4) museli dotahovat, tentokrát dokonce dvougólovou, ztrátu. Nakonec postoupili ze základní skupiny z 1. místa o 4 body před druhým Finskem (postoupilo díky lepšímu skóre).
Vzájemné zápasy obou finalistů ze základní skupiny se přenesly do finálové skupiny.

### Tabulka skupiny před zápasem
Utkání otevíralo program finálové skupiny, výsledky USA-Švédsko (2:2) a SSSR-Finsko (4:2) se započetly ze základních skupin.
| Poř.  | Tým           | URS | USA | SWE | FIN | Z | V | R | P | Skóre | B |
| 1.    | Sovětský svaz | —   |     |     | 4:2 | 1 | 1 | 0 | 0 | 4:2   | 2 |
| 2.–3. | USA           |     | —   | 2:2 |     | 1 | 0 | 1 | 0 | 2:2   | 1 |
| 2.–3. | Švédsko       |     | 2:2 | —   |     | 1 | 0 | 1 | 0 | 2:2   | 1 |
| 4.    | Finsko        | 2:4 |     |     | —   | 1 | 0 | 0 | 1 | 2:4   | 0 |

## Vývoj
Sověti otevřeli skóre v 10. minutě zásluhou Krutova, načež domácí odpověděli o čtyři minuty později Schneiderovým vyrovnáním. V 18. minutě vrátil vedení SSSR Makarov. Pouhou sekundu před koncem třetiny zařídil vyrovnání Johnson po velké chybě Treťjaka, který neudržel Christianovu propagační střelu z dálky a byl proto o přestávce vystřídán. Tichonov toto rozhodnutí později označil za největší omyl své trenérské kariéry.
Do druhé třetiny nastoupili hosté s náhradním brankářem Myškinem a jedinou branku dal ve 23. minutě v početní výhodě Malcev.
Při vyloučení Krutova za vysokou hůl se podařilo ve 48. minutě vyrovnat Johnsonovi. Rovných deset minut před koncem poprvé dostal USA do vedení kapitán Eruzione a stav 4:3 už vydržel až do konce utkání.

## Statistika utkání
| 22. února 1980 17:00 | USA | 4:3 | Sovětský svaz | Olympijské Centrum, Lake Placid Návštěvnost: 8 500 |  |

| zpráva | |                                           |                                                                                           |                                                                      |
| Jim Craig | Jim Craig | Brankáři                                  | Vladislav Treťjak (od 21. Vladimir Myškin)                                                | Rozhodčí: Karl-Gustav Kaisla Čároví: Nico Toemen François Larochelle |
| Schneider (Pavelich) – 14:03 Johnson (Christian, Silk) – 19:59 Johnson (Silk) (přesil. hra) – 48:39 Eruzione (Pavelich, Harrington) – 50:00 | Schneider (Pavelich) – 14:03 Johnson (Christian, Silk) – 19:59 Johnson (Silk) (přesil. hra) – 48:39 Eruzione (Pavelich, Harrington) – 50:00 | 0 – 1 1 – 1 1 – 2 2 – 2 2 – 3 3 – 3 4 – 3 | 9:12 – Krutov (Kasatonov) 17:34 – Makarov (Golikov) 22:18 – Malcev (Krutov) (přesil. hra) | Rozhodčí: Karl-Gustav Kaisla Čároví: Nico Toemen François Larochelle |
| 6 min | 6 min | Tresty                                    | 6 min                                                                                     | Rozhodčí: Karl-Gustav Kaisla Čároví: Nico Toemen François Larochelle |
| 16 | 16 | Střely                                    | 39                                                                                        | Rozhodčí: Karl-Gustav Kaisla Čároví: Nico Toemen François Larochelle |

## Vývoj skupiny po utkání
Ve večerním zápase remizovalo Finsko se Švédskem 3:3 a situace v tabulce byla před posledním dnem následující -
| Poř. | Tým           | USA | URS | SWE | FIN | Z | V | R | P | Skóre | B |
| 1.   | USA           | —   | 4:3 | 2:2 |     | 2 | 1 | 1 | 0 | 6:5   | 3 |
| 2.   | Sovětský svaz | 3:4 | —   |     | 4:2 | 2 | 1 | 0 | 1 | 7:6   | 2 |
| 3.   | Švédsko       | 2:2 |     | —   | 3:3 | 2 | 0 | 2 | 0 | 5:5   | 2 |
| 4.   | Finsko        |     | 2:4 | 3:3 | —   | 2 | 0 | 1 | 1 | 5:7   | 1 |

Američané vedli o bod před Švédy a Sověty, které čekal v poslední den vzájemný zápas, to znamenalo, že v utkání s Finy by v případě vítězství bez ohledu na druhý výsledek slavili zlaté medaile.

### Poslední hrací den
24. února domácí dokonali šokující triumf, když v utkání hraném od 11:00 porazili Finy 4:2.
 USA –  Finsko 4:2 (0:1, 1:1, 3:0)
24. února 1980 (11:00)

Branky: 24:39 Christoff, 42:25 Verchota (Christian), 46:05 McClanahan (Johnson, Christian), 56:25 Johnson (Christoff) – 9:20 Porvari (Leinonen, Litma), 26:30 Leinonen (Haapalainen, Kiimalainen).

Rozhodčí: Šubrt (TCH) – Hollett, Toemen (NED)

Vyloučení: 5:2 (0:1)

Diváků: 8 500
Sověti si tak proti Švédům zahráli o stříbrné medaile, poražený měl bronz jistý. Utkání s přehledem vyhráli 9:2.
 SSSR –  Švédsko 9:2 (4:0, 5:0, 0:2)
24. února 1980 (14:30)

Branky: 0:36 Petrov (Charlamov), 5:52 Makarov (A. Golikov), 10:31 Malcev (Biljaletdinov, Pervuchin), 17:38 Michajlov (Charlamov, Pervuchin), 20:33 Vasiljev, 27:18 Krutov (Pervuchin), 28:14 Skvorcov (Balderis, Pervuchin), 34:51 Žluktov (Balderis, Skvorcov), 35:02 Fetisov – 49:17 Åhlberg (Weinstock, Holmgren), 54:21 Holmgren (Näslund).

Rozhodčí: Haley (USA) – Enciu (ROM), Kapolka (POL)

Vyloučení: 6:4 (1:0)

Diváků: 8 500
Konečná tabulka pak vypadala následovně.
| Poř. | Tým           | USA | URS | SWE | FIN | Z | V | R | P | Skóre | B |
| 1.   | USA           | —   | 4:3 | 2:2 | 4:2 | 3 | 2 | 1 | 0 | 10:7  | 5 |
| 2.   | Sovětský svaz | 3:4 | —   | 9:2 | 4:2 | 2 | 1 | 0 | 1 | 16:8  | 4 |
| 3.   | Švédsko       | 2:2 | 2:9 | —   | 3:3 | 3 | 0 | 2 | 1 | 7:14  | 2 |
| 4.   | Finsko        | 2:4 | 2:4 | 3:3 | —   | 3 | 0 | 1 | 2 | 7:11  | 1 |

## Pohled Tichonova
Viktor Tichonov ve své vzpomínkové knize Hokej na celý život uvádí jako jednu z příčin neúspěchu sovětského týmu situaci v Dynamu Moskva, kde po sérii špatných výsledků odvolali trenéra Vladimira Jurzinova: „Do sborné přišli prakticky titíž hráči Dynama, kteří hráli za reprezentační mužstvo v minulé sezóně na Vyzývacím poháru i na mistrovství světa. Ale přitom to byli úplně jiní hokejisté. Mrzutí, podráždění, ale hlavně špatně připravení. Špatná příprava mužstva souvisela s tím, že se odchýlilo od Jurzinovových tréninkových zásad.“

## Následující události a zajímavosti

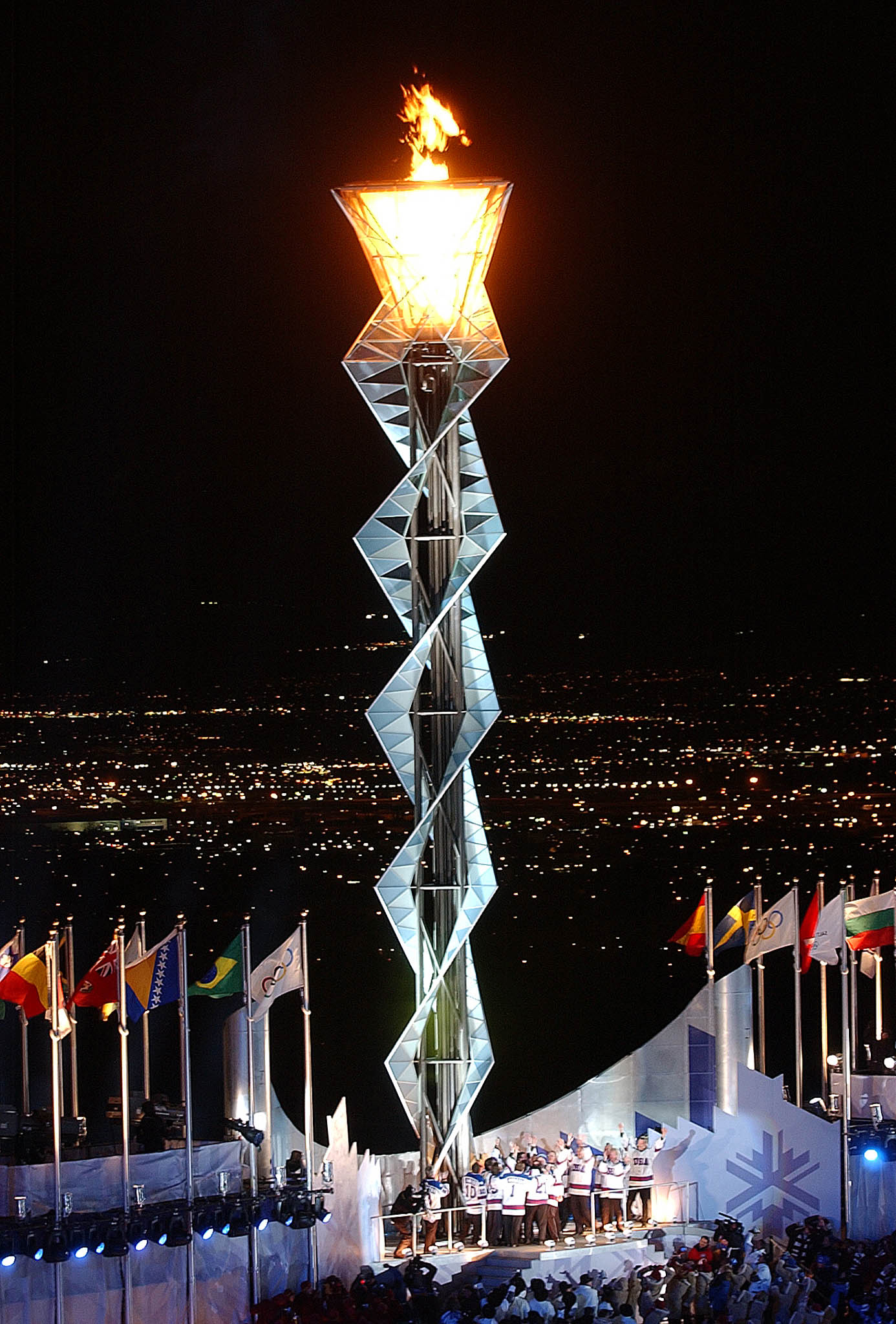
Hráči amerického týmu 1980 zapalují oheň při zahájení her 2002

- kapitán a střelec rozhodující branky Mike Eruzione ihned po turnaji ukončil kariéru.
- Výsledek pochopitelně měl váhu i v tehdejší politické situaci. Přestože Východní blok na zimní hry dorazil, řada západních zemí v čele s USA se rozhodla bojkotovat následné Letní olympijské hry 1980 v Moskvě. Východ naoplátku nedorazil následně na Letní olympijské hry 1984 v Los Angeles.
- Ken Morrow se po turnaji připojil k New York Islanders a slavil s ním Stanleyův pohár – jako první hokejista v historii získal zlatou olympijskou medaili a Stanleyův pohár v jednom roce. V roce 1995 získal pohár s New Jersey Devils i Neal Broten. V letech 1997 a 1998 slavil s Detroit Red Wings také další účastník utkání Vjačeslav Fetisov.
- celkem třináct olympijských vítězů 1980 nastoupilo v NHL. Přes tisíc utkání sehráli Neal Broten (1099), Mike Ramsey (1070) a Dave Christian (1009).[4]
- o triumfu se natočily i dva filmy, konkrétně Zázrak na ledě (1981)[5] a Hokejový zázrak (2004).[6]
- Vladimir Krutov a Alexej Kasatonov, jediní Sověti z legendárního utkání, kteří neměli před hrami zlatou medaili z mistrovství světa, získali své premiérové zlato již na nejbližším MS 1981. Žádný Američan ze slavného týmu nikdy medaili z MS nezískal.
- následující turnaj ZOH 1984 v Jugoslávii vyhrála sovětská reprezentace, v sestavě byl z roku 1980 Vladislav Treťjak, Vladimir Myškin, Vjačeslav Fetisov, Alexej Kasatonov, Sergej Starikov, Zinetula Biljaletdinov, Vasilij Pěrvuchin, Vladimir Krutov a Sergej Makarov. Tým opět vedli Viktor Tichonov a Vladimir Jurzinov. Američané se nedostali do finálové skupiny a obsadili sedmé místo. Kapitána dělal pamětník z Lake Placid Phil Verchota, kromě jej byl v týmu ze zlatého výběru ještě John Harrington.
- Sověti pod vedením Tichonova a jeho asistenta Jurzinova vyhráli ještě hry v letech 1988 v Calgary a 1992 v Albertville. V týmu v roce 1988 měl Tichonov ze stříbrného výběru 1980 tyto tuto pětici hráčů – Vjačeslav Fetisov, Alexej Kasatonov, Sergej Starikov, Vladimir Krutov a Sergej Makarov. Žádný americký účastník Zázraku na ledě se po Verchotově a Harringtonově startu v roce 1984 (viz výše) už na olympijských hrách nepředstavil, totéž platí o Sovětech po roce 1988.
- Herb Brooks se jako hráč zúčastnil dvou olympiád a osmi mistrovství světa, ale do nominace zlatého týmu na domácích OH 1960 se nevešel, olympijské prvenství tak získal až jako trenér.[7]
- v roce 1989 bylo umožněno sovětským hokejistům odejít do NHL. Z olympijského týmu 1980 působilo v soutěži šest hokejistů – Vjačeslav Fetisov (546 utkání), Sergej Makarov (424), Alexej Kasatonov (383), Vladimir Krutov (61), Helmuts Balderis (26) a Sergej Starikov (16).[8]
- Nejdéle z olympijských vítězů hrál Neal Broten, který ukončil kariéru po sezoně 1996/97. V úvodu této sezony odehrál dvě utkání i Mike Ramsey. Z účastníků utkání hrál nejdéle v NHL Fetisov, který končil po ročníku 1997/98. Vasilij Pěrvuchin hrál ruskou superligu ještě v sezoně 1998/99. Fetisov v roce 2009 nastoupil v jednom soutěžním utkání Kontinentální hokejové ligy za CSKA Moskva.[9]
- Prestižní americký sportovní magazín Sports Illustrated vyhlásil Zázrak na ledě největší americkou sportovní událostí 20. století.[10]
- Při úvodním ceremoniálu zimních olympijských her 2002 v Salt Lake City dostali členové amerického týmu 1980 čest zapálení olympijského ohně.[11]
- Na těchto hrách vedl opět tým USA Herb Brooks a Američané získali po 22 letech medaili – stříbro. V týmu byl Gary Suter, mladší bratr člena týmu 1980 Boba. V semifinále přesně na výročí slavného zápasu Američané sehráli semifinále proti Rusku, které navíc vedl jako trenér Vjačeslav Fetisov. USA vyhrály 3:2.
- Brooks o rok později zahynul při autonehodě.[12] Podobný osud potkal i člena sovětského týmu – již v roce 1981 zemřel za volantem útočník Valerij Charlamov. Smutnou shodu okolností doplňuje i jeden z bronzových medailistů – švédský brankář Pelle Lindbergh, který smrtelně havaroval v roce 1985.
- V roce 2008 umístila IIHF v pořadí největších hokejových událostí za svojí stoletou existenci Zázrak na ledě na první místo.[13]
- V roce 2009 byl natočen ruský dokument Svéráz sovětského hokeje[14] ve kterém byli Američané nepřímo obviněni, že ve slavném utkání mohli užít v přestávkách doping.
- Na olympijském hokejovém turnaji 2010 ve Vancouveru po osmi letech získali Američané olympijské stříbro, v týmu byl syn Boba Sutera Ryan. Americká ženská reprezentace získala také stříbro – jejím trenérem byl dvojnásobný střelec z památného "zázračného" utkání Mark Johnson.
- kromě zmíněného Charlamova dnes již z hráčů nežijí ani Američané Bob Suter (2014 – infarkt)[15] a Mark Pavelich (2021)[16] i Sověti Valerij Vasiljev (2012 – těžká nemoc)[17], Vladimir Krutov (2012 – vnitřní krvácení).[18] a Vladimir Petrov (2017 - rakovina).[19] V listopadu 2014 zemřel po dlouhé nemoci i sovětský trenér Viktor Tichonov.[20]